# Best of Seka
Best of Seka је прва компилација највећих хитова српске певачице Секе Алексић. Албум је изашао у продају 2011. године.

## О албуму
Осим Секиних најпознатијих песама у периоду од 2002. до 2010. године, уврштене су и песме Ко да сутра не постоји, Не остављај ме саму Да сам мушко, Моје прво неверство и Кад чујем корак твој. Неке друге познате песме (Два срца на зиду, Хирошима, Импулси, Тесна кожа, За љубав мобилна, Сви твоји милиони, Шта је било, било је, Идеално твоја) нису се нашле на албуму. Такође, сингл из 2010. године Тамо где си ти није уврштен у албум. На албуму се налази и једна нова песма Соба 22 која је обележила 2011. годину. Песма има елемената рађених са ауто-тоном па се због тога највише допада публици, а и сам текст је у Секином издању.

## Списак песама
| „“: \| Редни број \| Назив \| Трајање \| \| \| ---------- \| --------------------------- \| ------- \| \| \| 1 \| „Соба 22“ \| 4:07 \| \| \| 2 \| „Аспирин“ \| 3:45 \| \| \| 3 \| „Црно и златно“ \| 3:41 \| \| \| 4 \| „Искористи моје мане“ \| 3:28 \| \| \| 5 \| „У кафани пуној дима“ \| 3:50 \| \| \| 6 \| „Ко да сутра не постоји“ \| 3:53 \| \| \| 7 \| „Што је било моје њено је“ \| 3:31 \| \| \| 8 \| „Боли стара љубав“ \| 3:19 \| \| \| 9 \| „Дођи и узми ме“ \| 3:57 \| \| \| 10 \| „Рођена са вуковима“ \| 4:40 \| \| \| 11 \| „Да сам мушко“ \| 3:55 \| \| \| 12 \| „Краљица“ \| 3:54 \| \| \| 13 \| „Последњи лет“ \| 5:28 \| \| \| 14 \| „Кад чујем корак твој“ \| 3:34 \| \| \| 15 \| „Случајни партнери“ \| 4:08 \| \| \| 16 \| „Балкан“ \| 4:02 \| \| \| 17 \| „Моје прво неверство“ \| 4:05 \| \| \| 18 \| „Мило за драго“ \| 3:31 \| \| \| 19 \| „Не остављај ме саму“ \| 3:25 \| \| \| 20 \| „Свиђа ми се твоја девојка“ \| 4:30 \| \| - Seka Aleksić - The Best Of (CD) |                             |         |  |
| Редни број | Назив                       | Трајање |  |
| 1 | „Соба 22“                   | 4:07    |  |
| 2 | „Аспирин“                   | 3:45    |  |
| 3 | „Црно и златно“             | 3:41    |  |
| 4 | „Искористи моје мане“       | 3:28    |  |
| 5 | „У кафани пуној дима“       | 3:50    |  |
| 6 | „Ко да сутра не постоји“    | 3:53    |  |
| 7 | „Што је било моје њено је“  | 3:31    |  |
| 8 | „Боли стара љубав“          | 3:19    |  |
| 9 | „Дођи и узми ме“            | 3:57    |  |
| 10 | „Рођена са вуковима“        | 4:40    |  |
| 11 | „Да сам мушко“              | 3:55    |  |
| 12 | „Краљица“                   | 3:54    |  |
| 13 | „Последњи лет“              | 5:28    |  |
| 14 | „Кад чујем корак твој“      | 3:34    |  |
| 15 | „Случајни партнери“         | 4:08    |  |
| 16 | „Балкан“                    | 4:02    |  |
| 17 | „Моје прво неверство“       | 4:05    |  |
| 18 | „Мило за драго“             | 3:31    |  |
| 19 | „Не остављај ме саму“       | 3:25    |  |
| 20 | „Свиђа ми се твоја девојка“ | 4:30    |  |